# Campionato svizzero di calcio
Il campionato svizzero di calcio è un insieme di tornei nazionali istituiti dall'Associazione Svizzera di Football. I campionati sono suddivisi e organizzati in nove categorie, le prime due sono inquadrate nell'area del professionismo, altre due formano il cuscinetto intermedio, mentre le restanti cinque sono a carattere dilettantistico.
La Swiss Football League (SFL) organizza e dirige i tornei professionistici della Super League, il massimo torneo calcistico della Svizzera, e della Challenge League, il secondo livello del calcio elvetico. La Prima Lega (Erste Liga) costituisce un'organizzazione intermedia a carattere semiprofessionistico ed organizza il terzo campionato nazionale chiamato Promotion League, e il campionato interregionale che ha lo stesso nome della lega. La Lega Amatori (Amateur Liga o Ligue Amateur) è imperniata sul puro dilettantismo, ed organizza la Seconda Lega interregionale. Le 13 Associazioni Regionali (Regionalverbände o Associations Régionales) organizzano i campionati di Seconda Lega, Terza Lega, Quarta Lega e Quinta Lega.
Ogni squadra affronta tutte le altre compagini del raggruppamento di appartenenza per una o due volte, sia presso il proprio campo (partita in casa) che presso il campo avverso (partita in trasferta). Si assegnano tre punti alla squadra che vince una partita, un punto a ciascuna squadra in caso di pareggio e zero alla squadra sconfitta.

## I campionati svizzeri

### I campionati professionistici della Swiss Football League

#### Super League
La massima serie del campionato di calcio svizzero si chiama Super League, che sostituisce la Divisione Nazionale A (Nationalliga A) dalla stagione 2003-2004, ed è un torneo che si svolge tra 12 squadre con doppi turni di andata e ritorno. La squadra che a fine stagione occupa l'ultimo posto retrocede direttamente in Challenge League. Nelle partite della Super League possono giocare al massimo cinque stranieri.

#### Challenge League
La serie cadetta del campionato di calcio svizzero è la Challenge League, che sostituisce la Divisione Nazionale B (Nationalliga B) a partire dal 2003-2004. È un torneo che si disputa tra 10 squadre con doppio turno di andata e ritorno. Al termine della stagione, la prima classificata è promossa direttamente in Super League, mentre l'ultima retrocede in Promotion League. Nelle partite della Challenge League possono giocare al massimo quattro stranieri.

### I campionati semiprofessionistici della Prima Lega

#### Promotion League
La terza ed ultima serie nazionale è composta da 16 club, di cui massimo 4 possono essere squadre Under-21 di club appartenenti alla Swiss Football League. Esse partecipano fuori classifica e non hanno diritto alla promozione in cadetteria.
Nella corrente stagione vi partecipano 13 squadre titolari e 3 squadre Under-21. Al termine del campionato, la prima classificata è promossa direttamente in Challenge League, mentre le ultime due retrocedono in Prima Lega.

#### Prima Lega
In questa lega partecipano le squadre regionali di punta e le rappresentative Under-21 di club appartenenti alla Swiss Football League. È composta da 42 club, suddivisi in tre gruppi da 14 squadre ciascuno. Al termine della regular season, le prime e seconde classificate di ciascun gruppo, più le due migliori terze accedono ai play-off. Le squadre Under-21 sono ammesse solo se in Promotion League non vi partecipano già 4 formazioni, a meno che una di quest'ultime non sia retrocessa in Prima Lega.
Gli spareggi prevedono un primo turno con partite di andata e ritorno mediante i seguenti accoppiamenti:
- migliore 1ª classificata vs peggiore 3ª classificata. Se entrambe provengono dallo stesso gruppo, l'avversaria sarà l'altra 3ª classificata;
- seconda 1ª classificata vs migliore 3ª classificata;
- peggiore 1ª classificata vs peggiore 2ª classificata. Se entrambe provengono dallo stesso gruppo, l'avversaria sarà la seconda 2ª classificata;
- le restanti due squadre formano l'ultimo accoppiamento.

Le quattro squadre vincitrici del doppio confronto affrontano successivamente un secondo turno, sempre con partite di andata e ritorno, per decretare le due promozioni in Promotion League. Gli accoppiamenti vengono definiti tramite sorteggio.

### Il torneo dilettantistico della Lega Amatori

#### Seconda Lega interregionale
In questa lega giocano le squadre amatoriali di buon livello provenienti da diverse regioni. È composta da 84 club, suddivisi in sei gruppi da 14 squadre ciascuno. Al termine della stagione, la capolista di ciascun gruppo ottiene la promozione diretta in Prima Lega, mentre le ultime tre classificate (per un totale di 18 squadre) retrocedono in Seconda Lega.

### Tornei della Associazioni Regionali
Esistono poi 13 Associazioni Regionali che gestiscono gli ulteriori livelli del calcio dilettantisco svizzero. Questo l'elenco:
| - AFV - Aargauischer Fussballverband (Canton Argovia) - AFBJ/FVBJ - Association de football Berne/Jura - Fussballverband Bern/Jura (Canton Berna/Canton Giura) - IFV - Innerschweizerischer Fussballverband (Svizzera Centrale) - FVNWS - Fussballverband Nordwestschweiz (Svizzera Nordoccidentale) - OFV - Ostschweizer Fussballverband (Svizzera Orientale) - SOFV - Solothurner Fussballverband (Canton Soletta) - FVRZ - Fussballverband Region Zürich (Canton Zurigo) | - FTC - Federazione ticinese di calcio (Canton Ticino) - AFF - Association fribourgeoise de football (Canton Friburgo) - ACGF - Association cantonale genevoise de football (Canton Ginevra) - ANF - Association neuchâteloise de football (Canton Neuchâtel) - ACVF - Association cantonale vaudoise de football (Canton Vaud) - AVF - Association valaisanne de football (Canton Vallese) |

La restante struttura del campionato di calcio svizzero si articola infatti in quattro leghe regionali a cui possono partecipare le squadre a vario titolo con differenti organizzazioni, oneri, doveri, regole e casi particolari. Eccole in seguito:
- Seconda Lega
- Terza Lega
- Quarta Lega
- Quinta Lega

## Attuale sistema
| Livello                     | Divisione                                 | Divisione                                 | Divisione                                 | Divisione                                 | Divisione                                 | Divisione                                 | Divisione                                 | Divisione                                 | Divisione                                 | Divisione                                 | Divisione                                 | Divisione                                 | Divisione                                 | Divisione                                 | Divisione                                 | Divisione                                 | Divisione                                 | Divisione                                 | Divisione                                 | Divisione                                 | Divisione                                 | Divisione                                 | Divisione                                 | Divisione                                 | Divisione                                 | Divisione                                 | Divisione                                 | Divisione                                 | Divisione                                 | Divisione                                 | Divisione                                 | Divisione                                 | Divisione                                 | Divisione                                 | Divisione                                 | Divisione                                 | Divisione                                 | Divisione                                 | Divisione                                 | Divisione                                 | Divisione                                 | Divisione                                 | Divisione                                 | Divisione                                 | Divisione                                 | Divisione                                 | Divisione                                 | Divisione                                 | Divisione                                 | Divisione                                 | Divisione                                 | Divisione                                 | Divisione                                 | Divisione                                 | Divisione                                 | Divisione                                 | Divisione                                 | Divisione                                 | Divisione                                 | Divisione                                 | Divisione                                 | Divisione                                 | Divisione                                 | Divisione                                 | Divisione                                 | Divisione                                 | Divisione                                 | Divisione                                 | Divisione                                 | Divisione                                 | Divisione                                 | Divisione                                 | Divisione                                 | Divisione                                 | Divisione                                 | Divisione                                 | Divisione                                 | Divisione                                 |
| --------------------------- | ----------------------------------------- | ----------------------------------------- | ----------------------------------------- | ----------------------------------------- | ----------------------------------------- | ----------------------------------------- | ----------------------------------------- | ----------------------------------------- | ----------------------------------------- | ----------------------------------------- | ----------------------------------------- | ----------------------------------------- | ----------------------------------------- | ----------------------------------------- | ----------------------------------------- | ----------------------------------------- | ----------------------------------------- | ----------------------------------------- | ----------------------------------------- | ----------------------------------------- | ----------------------------------------- | ----------------------------------------- | ----------------------------------------- | ----------------------------------------- | ----------------------------------------- | ----------------------------------------- | ----------------------------------------- | ----------------------------------------- | ----------------------------------------- | ----------------------------------------- | ----------------------------------------- | ----------------------------------------- | ----------------------------------------- | ----------------------------------------- | ----------------------------------------- | ----------------------------------------- | ----------------------------------------- | ----------------------------------------- | ----------------------------------------- | ----------------------------------------- | ----------------------------------------- | ----------------------------------------- | ----------------------------------------- | ----------------------------------------- | ----------------------------------------- | ----------------------------------------- | ----------------------------------------- | ----------------------------------------- | ----------------------------------------- | ----------------------------------------- | ----------------------------------------- | ----------------------------------------- | ----------------------------------------- | ----------------------------------------- | ----------------------------------------- | ----------------------------------------- | ----------------------------------------- | ----------------------------------------- | ----------------------------------------- | ----------------------------------------- | ----------------------------------------- | ----------------------------------------- | ----------------------------------------- | ----------------------------------------- | ----------------------------------------- | ----------------------------------------- | ----------------------------------------- | ----------------------------------------- | ----------------------------------------- | ----------------------------------------- | ----------------------------------------- | ----------------------------------------- | ----------------------------------------- | ----------------------------------------- | ----------------------------------------- | ----------------------------------------- | ----------------------------------------- | ----------------------------------------- |
| 1-Pro Swiss Football League | Super League 12 squadre                   | Super League 12 squadre                   | Super League 12 squadre                   | Super League 12 squadre                   | Super League 12 squadre                   | Super League 12 squadre                   | Super League 12 squadre                   | Super League 12 squadre                   | Super League 12 squadre                   | Super League 12 squadre                   | Super League 12 squadre                   | Super League 12 squadre                   | Super League 12 squadre                   | Super League 12 squadre                   | Super League 12 squadre                   | Super League 12 squadre                   | Super League 12 squadre                   | Super League 12 squadre                   | Super League 12 squadre                   | Super League 12 squadre                   | Super League 12 squadre                   | Super League 12 squadre                   | Super League 12 squadre                   | Super League 12 squadre                   | Super League 12 squadre                   | Super League 12 squadre                   | Super League 12 squadre                   | Super League 12 squadre                   | Super League 12 squadre                   | Super League 12 squadre                   | Super League 12 squadre                   | Super League 12 squadre                   | Super League 12 squadre                   | Super League 12 squadre                   | Super League 12 squadre                   | Super League 12 squadre                   | Super League 12 squadre                   | Super League 12 squadre                   | Super League 12 squadre                   | Super League 12 squadre                   | Super League 12 squadre                   | Super League 12 squadre                   | Super League 12 squadre                   | Super League 12 squadre                   | Super League 12 squadre                   | Super League 12 squadre                   | Super League 12 squadre                   | Super League 12 squadre                   | Super League 12 squadre                   | Super League 12 squadre                   | Super League 12 squadre                   | Super League 12 squadre                   | Super League 12 squadre                   | Super League 12 squadre                   | Super League 12 squadre                   | Super League 12 squadre                   | Super League 12 squadre                   | Super League 12 squadre                   | Super League 12 squadre                   | Super League 12 squadre                   | Super League 12 squadre                   | Super League 12 squadre                   | Super League 12 squadre                   | Super League 12 squadre                   | Super League 12 squadre                   | Super League 12 squadre                   | Super League 12 squadre                   | Super League 12 squadre                   | Super League 12 squadre                   | Super League 12 squadre                   | Super League 12 squadre                   | Super League 12 squadre                   | Super League 12 squadre                   | Super League 12 squadre                   | Super League 12 squadre                   | Super League 12 squadre                   | Super League 12 squadre                   | Super League 12 squadre                   |
| 2-Pro Swiss Football League | Challenge League 10 squadre               | Challenge League 10 squadre               | Challenge League 10 squadre               | Challenge League 10 squadre               | Challenge League 10 squadre               | Challenge League 10 squadre               | Challenge League 10 squadre               | Challenge League 10 squadre               | Challenge League 10 squadre               | Challenge League 10 squadre               | Challenge League 10 squadre               | Challenge League 10 squadre               | Challenge League 10 squadre               | Challenge League 10 squadre               | Challenge League 10 squadre               | Challenge League 10 squadre               | Challenge League 10 squadre               | Challenge League 10 squadre               | Challenge League 10 squadre               | Challenge League 10 squadre               | Challenge League 10 squadre               | Challenge League 10 squadre               | Challenge League 10 squadre               | Challenge League 10 squadre               | Challenge League 10 squadre               | Challenge League 10 squadre               | Challenge League 10 squadre               | Challenge League 10 squadre               | Challenge League 10 squadre               | Challenge League 10 squadre               | Challenge League 10 squadre               | Challenge League 10 squadre               | Challenge League 10 squadre               | Challenge League 10 squadre               | Challenge League 10 squadre               | Challenge League 10 squadre               | Challenge League 10 squadre               | Challenge League 10 squadre               | Challenge League 10 squadre               | Challenge League 10 squadre               | Challenge League 10 squadre               | Challenge League 10 squadre               | Challenge League 10 squadre               | Challenge League 10 squadre               | Challenge League 10 squadre               | Challenge League 10 squadre               | Challenge League 10 squadre               | Challenge League 10 squadre               | Challenge League 10 squadre               | Challenge League 10 squadre               | Challenge League 10 squadre               | Challenge League 10 squadre               | Challenge League 10 squadre               | Challenge League 10 squadre               | Challenge League 10 squadre               | Challenge League 10 squadre               | Challenge League 10 squadre               | Challenge League 10 squadre               | Challenge League 10 squadre               | Challenge League 10 squadre               | Challenge League 10 squadre               | Challenge League 10 squadre               | Challenge League 10 squadre               | Challenge League 10 squadre               | Challenge League 10 squadre               | Challenge League 10 squadre               | Challenge League 10 squadre               | Challenge League 10 squadre               | Challenge League 10 squadre               | Challenge League 10 squadre               | Challenge League 10 squadre               | Challenge League 10 squadre               | Challenge League 10 squadre               | Challenge League 10 squadre               | Challenge League 10 squadre               | Challenge League 10 squadre               | Challenge League 10 squadre               | Challenge League 10 squadre               |
| Semi Prima Lega             | Promotion League 16 squadre               | Promotion League 16 squadre               | Promotion League 16 squadre               | Promotion League 16 squadre               | Promotion League 16 squadre               | Promotion League 16 squadre               | Promotion League 16 squadre               | Promotion League 16 squadre               | Promotion League 16 squadre               | Promotion League 16 squadre               | Promotion League 16 squadre               | Promotion League 16 squadre               | Promotion League 16 squadre               | Promotion League 16 squadre               | Promotion League 16 squadre               | Promotion League 16 squadre               | Promotion League 16 squadre               | Promotion League 16 squadre               | Promotion League 16 squadre               | Promotion League 16 squadre               | Promotion League 16 squadre               | Promotion League 16 squadre               | Promotion League 16 squadre               | Promotion League 16 squadre               | Promotion League 16 squadre               | Promotion League 16 squadre               | Promotion League 16 squadre               | Promotion League 16 squadre               | Promotion League 16 squadre               | Promotion League 16 squadre               | Promotion League 16 squadre               | Promotion League 16 squadre               | Promotion League 16 squadre               | Promotion League 16 squadre               | Promotion League 16 squadre               | Promotion League 16 squadre               | Promotion League 16 squadre               | Promotion League 16 squadre               | Promotion League 16 squadre               | Promotion League 16 squadre               | Promotion League 16 squadre               | Promotion League 16 squadre               | Promotion League 16 squadre               | Promotion League 16 squadre               | Promotion League 16 squadre               | Promotion League 16 squadre               | Promotion League 16 squadre               | Promotion League 16 squadre               | Promotion League 16 squadre               | Promotion League 16 squadre               | Promotion League 16 squadre               | Promotion League 16 squadre               | Promotion League 16 squadre               | Promotion League 16 squadre               | Promotion League 16 squadre               | Promotion League 16 squadre               | Promotion League 16 squadre               | Promotion League 16 squadre               | Promotion League 16 squadre               | Promotion League 16 squadre               | Promotion League 16 squadre               | Promotion League 16 squadre               | Promotion League 16 squadre               | Promotion League 16 squadre               | Promotion League 16 squadre               | Promotion League 16 squadre               | Promotion League 16 squadre               | Promotion League 16 squadre               | Promotion League 16 squadre               | Promotion League 16 squadre               | Promotion League 16 squadre               | Promotion League 16 squadre               | Promotion League 16 squadre               | Promotion League 16 squadre               | Promotion League 16 squadre               | Promotion League 16 squadre               | Promotion League 16 squadre               | Promotion League 16 squadre               |
| 1-Dil Prima Lega            | Prima Lega Gr. 1 - 14 squadre             | Prima Lega Gr. 1 - 14 squadre             | Prima Lega Gr. 1 - 14 squadre             | Prima Lega Gr. 1 - 14 squadre             | Prima Lega Gr. 1 - 14 squadre             | Prima Lega Gr. 1 - 14 squadre             | Prima Lega Gr. 1 - 14 squadre             | Prima Lega Gr. 1 - 14 squadre             | Prima Lega Gr. 1 - 14 squadre             | Prima Lega Gr. 1 - 14 squadre             | Prima Lega Gr. 1 - 14 squadre             | Prima Lega Gr. 1 - 14 squadre             | Prima Lega Gr. 1 - 14 squadre             | Prima Lega Gr. 1 - 14 squadre             | Prima Lega Gr. 1 - 14 squadre             | Prima Lega Gr. 1 - 14 squadre             | Prima Lega Gr. 1 - 14 squadre             | Prima Lega Gr. 1 - 14 squadre             | Prima Lega Gr. 1 - 14 squadre             | Prima Lega Gr. 1 - 14 squadre             | Prima Lega Gr. 1 - 14 squadre             | Prima Lega Gr. 1 - 14 squadre             | Prima Lega Gr. 1 - 14 squadre             | Prima Lega Gr. 1 - 14 squadre             | Prima Lega Gr. 1 - 14 squadre             | Prima Lega Gr. 1 - 14 squadre             | Prima Lega Gr. 2 - 14 squadre             | Prima Lega Gr. 2 - 14 squadre             | Prima Lega Gr. 2 - 14 squadre             | Prima Lega Gr. 2 - 14 squadre             | Prima Lega Gr. 2 - 14 squadre             | Prima Lega Gr. 2 - 14 squadre             | Prima Lega Gr. 2 - 14 squadre             | Prima Lega Gr. 2 - 14 squadre             | Prima Lega Gr. 2 - 14 squadre             | Prima Lega Gr. 2 - 14 squadre             | Prima Lega Gr. 2 - 14 squadre             | Prima Lega Gr. 2 - 14 squadre             | Prima Lega Gr. 2 - 14 squadre             | Prima Lega Gr. 2 - 14 squadre             | Prima Lega Gr. 2 - 14 squadre             | Prima Lega Gr. 2 - 14 squadre             | Prima Lega Gr. 2 - 14 squadre             | Prima Lega Gr. 2 - 14 squadre             | Prima Lega Gr. 2 - 14 squadre             | Prima Lega Gr. 2 - 14 squadre             | Prima Lega Gr. 2 - 14 squadre             | Prima Lega Gr. 2 - 14 squadre             | Prima Lega Gr. 2 - 14 squadre             | Prima Lega Gr. 2 - 14 squadre             | Prima Lega Gr. 2 - 14 squadre             | Prima Lega Gr. 2 - 14 squadre             | Prima Lega Gr. 3 - 14 squadre             | Prima Lega Gr. 3 - 14 squadre             | Prima Lega Gr. 3 - 14 squadre             | Prima Lega Gr. 3 - 14 squadre             | Prima Lega Gr. 3 - 14 squadre             | Prima Lega Gr. 3 - 14 squadre             | Prima Lega Gr. 3 - 14 squadre             | Prima Lega Gr. 3 - 14 squadre             | Prima Lega Gr. 3 - 14 squadre             | Prima Lega Gr. 3 - 14 squadre             | Prima Lega Gr. 3 - 14 squadre             | Prima Lega Gr. 3 - 14 squadre             | Prima Lega Gr. 3 - 14 squadre             | Prima Lega Gr. 3 - 14 squadre             | Prima Lega Gr. 3 - 14 squadre             | Prima Lega Gr. 3 - 14 squadre             | Prima Lega Gr. 3 - 14 squadre             | Prima Lega Gr. 3 - 14 squadre             | Prima Lega Gr. 3 - 14 squadre             | Prima Lega Gr. 3 - 14 squadre             | Prima Lega Gr. 3 - 14 squadre             | Prima Lega Gr. 3 - 14 squadre             | Prima Lega Gr. 3 - 14 squadre             | Prima Lega Gr. 3 - 14 squadre             | Prima Lega Gr. 3 - 14 squadre             | Prima Lega Gr. 3 - 14 squadre             |
| 2-Dil Lega Amatori          | 2. Lega interregionale Gr. 1 - 14 squadre | 2. Lega interregionale Gr. 1 - 14 squadre | 2. Lega interregionale Gr. 1 - 14 squadre | 2. Lega interregionale Gr. 1 - 14 squadre | 2. Lega interregionale Gr. 1 - 14 squadre | 2. Lega interregionale Gr. 1 - 14 squadre | 2. Lega interregionale Gr. 1 - 14 squadre | 2. Lega interregionale Gr. 1 - 14 squadre | 2. Lega interregionale Gr. 1 - 14 squadre | 2. Lega interregionale Gr. 1 - 14 squadre | 2. Lega interregionale Gr. 1 - 14 squadre | 2. Lega interregionale Gr. 1 - 14 squadre | 2. Lega interregionale Gr. 1 - 14 squadre | 2. Lega interregionale Gr. 2 - 14 squadre | 2. Lega interregionale Gr. 2 - 14 squadre | 2. Lega interregionale Gr. 2 - 14 squadre | 2. Lega interregionale Gr. 2 - 14 squadre | 2. Lega interregionale Gr. 2 - 14 squadre | 2. Lega interregionale Gr. 2 - 14 squadre | 2. Lega interregionale Gr. 2 - 14 squadre | 2. Lega interregionale Gr. 2 - 14 squadre | 2. Lega interregionale Gr. 2 - 14 squadre | 2. Lega interregionale Gr. 2 - 14 squadre | 2. Lega interregionale Gr. 2 - 14 squadre | 2. Lega interregionale Gr. 2 - 14 squadre | 2. Lega interregionale Gr. 2 - 14 squadre | 2. Lega interregionale Gr. 3 - 14 squadre | 2. Lega interregionale Gr. 3 - 14 squadre | 2. Lega interregionale Gr. 3 - 14 squadre | 2. Lega interregionale Gr. 3 - 14 squadre | 2. Lega interregionale Gr. 3 - 14 squadre | 2. Lega interregionale Gr. 3 - 14 squadre | 2. Lega interregionale Gr. 3 - 14 squadre | 2. Lega interregionale Gr. 3 - 14 squadre | 2. Lega interregionale Gr. 3 - 14 squadre | 2. Lega interregionale Gr. 3 - 14 squadre | 2. Lega interregionale Gr. 3 - 14 squadre | 2. Lega interregionale Gr. 3 - 14 squadre | 2. Lega interregionale Gr. 3 - 14 squadre | 2. Lega interregionale Gr. 4 - 14 squadre | 2. Lega interregionale Gr. 4 - 14 squadre | 2. Lega interregionale Gr. 4 - 14 squadre | 2. Lega interregionale Gr. 4 - 14 squadre | 2. Lega interregionale Gr. 4 - 14 squadre | 2. Lega interregionale Gr. 4 - 14 squadre | 2. Lega interregionale Gr. 4 - 14 squadre | 2. Lega interregionale Gr. 4 - 14 squadre | 2. Lega interregionale Gr. 4 - 14 squadre | 2. Lega interregionale Gr. 4 - 14 squadre | 2. Lega interregionale Gr. 4 - 14 squadre | 2. Lega interregionale Gr. 4 - 14 squadre | 2. Lega interregionale Gr. 4 - 14 squadre | 2. Lega interregionale Gr. 5 - 14 squadre | 2. Lega interregionale Gr. 5 - 14 squadre | 2. Lega interregionale Gr. 5 - 14 squadre | 2. Lega interregionale Gr. 5 - 14 squadre | 2. Lega interregionale Gr. 5 - 14 squadre | 2. Lega interregionale Gr. 5 - 14 squadre | 2. Lega interregionale Gr. 5 - 14 squadre | 2. Lega interregionale Gr. 5 - 14 squadre | 2. Lega interregionale Gr. 5 - 14 squadre | 2. Lega interregionale Gr. 5 - 14 squadre | 2. Lega interregionale Gr. 5 - 14 squadre | 2. Lega interregionale Gr. 5 - 14 squadre | 2. Lega interregionale Gr. 5 - 14 squadre | 2. Lega interregionale Gr. 6 - 14 squadre | 2. Lega interregionale Gr. 6 - 14 squadre | 2. Lega interregionale Gr. 6 - 14 squadre | 2. Lega interregionale Gr. 6 - 14 squadre | 2. Lega interregionale Gr. 6 - 14 squadre | 2. Lega interregionale Gr. 6 - 14 squadre | 2. Lega interregionale Gr. 6 - 14 squadre | 2. Lega interregionale Gr. 6 - 14 squadre | 2. Lega interregionale Gr. 6 - 14 squadre | 2. Lega interregionale Gr. 6 - 14 squadre | 2. Lega interregionale Gr. 6 - 14 squadre | 2. Lega interregionale Gr. 6 - 14 squadre | 2. Lega interregionale Gr. 6 - 14 squadre |
| 3-Dil Calcio amatoriale     | 2. Lega AFV 14 squadre                    | 2. Lega AFV 14 squadre                    | 2. Lega AFV 14 squadre                    | 2. Lega AFV 14 squadre                    | 2. Lega AFV 14 squadre                    | 2. Lega AFV 14 squadre                    | 2. Lega AFBJ 24 squadre                   | 2. Lega AFBJ 24 squadre                   | 2. Lega AFBJ 24 squadre                   | 2. Lega AFBJ 24 squadre                   | 2. Lega AFBJ 24 squadre                   | 2. Lega AFBJ 24 squadre                   | 2. Lega IFV 14 squadre                    | 2. Lega IFV 14 squadre                    | 2. Lega IFV 14 squadre                    | 2. Lega IFV 14 squadre                    | 2. Lega IFV 14 squadre                    | 2. Lega IFV 14 squadre                    | 2. Lega FVNWS 14 squadre                  | 2. Lega FVNWS 14 squadre                  | 2. Lega FVNWS 14 squadre                  | 2. Lega FVNWS 14 squadre                  | 2. Lega FVNWS 14 squadre                  | 2. Lega FVNWS 14 squadre                  | 2. Lega OFV 24 squadre                    | 2. Lega OFV 24 squadre                    | 2. Lega OFV 24 squadre                    | 2. Lega OFV 24 squadre                    | 2. Lega OFV 24 squadre                    | 2. Lega OFV 24 squadre                    | 2. Lega SOFV 12 squadre                   | 2. Lega SOFV 12 squadre                   | 2. Lega SOFV 12 squadre                   | 2. Lega SOFV 12 squadre                   | 2. Lega SOFV 12 squadre                   | 2. Lega SOFV 12 squadre                   | 2. Lega FVRZ 29 squadre                   | 2. Lega FVRZ 29 squadre                   | 2. Lega FVRZ 29 squadre                   | 2. Lega FVRZ 29 squadre                   | 2. Lega FVRZ 29 squadre                   | 2. Lega FVRZ 29 squadre                   | 2. Lega FTC 14 squadre                    | 2. Lega FTC 14 squadre                    | 2. Lega FTC 14 squadre                    | 2. Lega FTC 14 squadre                    | 2. Lega FTC 14 squadre                    | 2. Lega FTC 14 squadre                    | 2. Lega AFF 14 squadre                    | 2. Lega AFF 14 squadre                    | 2. Lega AFF 14 squadre                    | 2. Lega AFF 14 squadre                    | 2. Lega AFF 14 squadre                    | 2. Lega AFF 14 squadre                    | 2. Lega ACGF 12 squadre                   | 2. Lega ACGF 12 squadre                   | 2. Lega ACGF 12 squadre                   | 2. Lega ACGF 12 squadre                   | 2. Lega ACGF 12 squadre                   | 2. Lega ACGF 12 squadre                   | 2. Lega ANF 12 squadre                    | 2. Lega ANF 12 squadre                    | 2. Lega ANF 12 squadre                    | 2. Lega ANF 12 squadre                    | 2. Lega ANF 12 squadre                    | 2. Lega ANF 12 squadre                    | 2. Lega ACVF 28 squadre                   | 2. Lega ACVF 28 squadre                   | 2. Lega ACVF 28 squadre                   | 2. Lega ACVF 28 squadre                   | 2. Lega ACVF 28 squadre                   | 2. Lega ACVF 28 squadre                   | 2. Lega AVF 14 squadre                    | 2. Lega AVF 14 squadre                    | 2. Lega AVF 14 squadre                    | 2. Lega AVF 14 squadre                    | 2. Lega AVF 14 squadre                    | 2. Lega AVF 14 squadre                    |
| 4-Dil Calcio amatoriale     | 3. Lega AFV 28 squadre                    | 3. Lega AFV 28 squadre                    | 3. Lega AFV 28 squadre                    | 3. Lega AFV 28 squadre                    | 3. Lega AFV 28 squadre                    | 3. Lega AFV 28 squadre                    | 3. Lega AFBJ 96 squadre                   | 3. Lega AFBJ 96 squadre                   | 3. Lega AFBJ 96 squadre                   | 3. Lega AFBJ 96 squadre                   | 3. Lega AFBJ 96 squadre                   | 3. Lega AFBJ 96 squadre                   | 3. Lega IFV 36 squadre                    | 3. Lega IFV 36 squadre                    | 3. Lega IFV 36 squadre                    | 3. Lega IFV 36 squadre                    | 3. Lega IFV 36 squadre                    | 3. Lega IFV 36 squadre                    | 3. Lega FVNWS 33 squadre                  | 3. Lega FVNWS 33 squadre                  | 3. Lega FVNWS 33 squadre                  | 3. Lega FVNWS 33 squadre                  | 3. Lega FVNWS 33 squadre                  | 3. Lega FVNWS 33 squadre                  | 3. Lega OFV 48 squadre                    | 3. Lega OFV 48 squadre                    | 3. Lega OFV 48 squadre                    | 3. Lega OFV 48 squadre                    | 3. Lega OFV 48 squadre                    | 3. Lega OFV 48 squadre                    | 3. Lega SOFV 24 squadre                   | 3. Lega SOFV 24 squadre                   | 3. Lega SOFV 24 squadre                   | 3. Lega SOFV 24 squadre                   | 3. Lega SOFV 24 squadre                   | 3. Lega SOFV 24 squadre                   | 3. Lega FVRZ 73 squadre                   | 3. Lega FVRZ 73 squadre                   | 3. Lega FVRZ 73 squadre                   | 3. Lega FVRZ 73 squadre                   | 3. Lega FVRZ 73 squadre                   | 3. Lega FVRZ 73 squadre                   | 3. Lega FTC 28 squadre                    | 3. Lega FTC 28 squadre                    | 3. Lega FTC 28 squadre                    | 3. Lega FTC 28 squadre                    | 3. Lega FTC 28 squadre                    | 3. Lega FTC 28 squadre                    | 3. Lega AFF 36 squadre                    | 3. Lega AFF 36 squadre                    | 3. Lega AFF 36 squadre                    | 3. Lega AFF 36 squadre                    | 3. Lega AFF 36 squadre                    | 3. Lega AFF 36 squadre                    | 3. Lega ACGF 24 squadre                   | 3. Lega ACGF 24 squadre                   | 3. Lega ACGF 24 squadre                   | 3. Lega ACGF 24 squadre                   | 3. Lega ACGF 24 squadre                   | 3. Lega ACGF 24 squadre                   | 3. Lega ANF 24 squadre                    | 3. Lega ANF 24 squadre                    | 3. Lega ANF 24 squadre                    | 3. Lega ANF 24 squadre                    | 3. Lega ANF 24 squadre                    | 3. Lega ANF 24 squadre                    | 3. Lega ACVF 48 squadre                   | 3. Lega ACVF 48 squadre                   | 3. Lega ACVF 48 squadre                   | 3. Lega ACVF 48 squadre                   | 3. Lega ACVF 48 squadre                   | 3. Lega ACVF 48 squadre                   | 3. Lega AVF 23 squadre                    | 3. Lega AVF 23 squadre                    | 3. Lega AVF 23 squadre                    | 3. Lega AVF 23 squadre                    | 3. Lega AVF 23 squadre                    | 3. Lega AVF 23 squadre                    |
| 5-Dil Calcio amatoriale     | 4. Lega AFV 56 squadre                    | 4. Lega AFV 56 squadre                    | 4. Lega AFV 56 squadre                    | 4. Lega AFV 56 squadre                    | 4. Lega AFV 56 squadre                    | 4. Lega AFV 56 squadre                    | 4. Lega AFBJ 120 squadre                  | 4. Lega AFBJ 120 squadre                  | 4. Lega AFBJ 120 squadre                  | 4. Lega AFBJ 120 squadre                  | 4. Lega AFBJ 120 squadre                  | 4. Lega AFBJ 120 squadre                  | 4. Lega IFV 60 squadre                    | 4. Lega IFV 60 squadre                    | 4. Lega IFV 60 squadre                    | 4. Lega IFV 60 squadre                    | 4. Lega IFV 60 squadre                    | 4. Lega IFV 60 squadre                    | 4. Lega FVNWS 55 squadre                  | 4. Lega FVNWS 55 squadre                  | 4. Lega FVNWS 55 squadre                  | 4. Lega FVNWS 55 squadre                  | 4. Lega FVNWS 55 squadre                  | 4. Lega FVNWS 55 squadre                  | 4. Lega OFV 88 squadre                    | 4. Lega OFV 88 squadre                    | 4. Lega OFV 88 squadre                    | 4. Lega OFV 88 squadre                    | 4. Lega OFV 88 squadre                    | 4. Lega OFV 88 squadre                    | 4. Lega SOFV 36 squadre                   | 4. Lega SOFV 36 squadre                   | 4. Lega SOFV 36 squadre                   | 4. Lega SOFV 36 squadre                   | 4. Lega SOFV 36 squadre                   | 4. Lega SOFV 36 squadre                   | 4. Lega FVRZ 132 squadre                  | 4. Lega FVRZ 132 squadre                  | 4. Lega FVRZ 132 squadre                  | 4. Lega FVRZ 132 squadre                  | 4. Lega FVRZ 132 squadre                  | 4. Lega FVRZ 132 squadre                  | 4. Lega FTC 24 squadre                    | 4. Lega FTC 24 squadre                    | 4. Lega FTC 24 squadre                    | 4. Lega FTC 24 squadre                    | 4. Lega FTC 24 squadre                    | 4. Lega FTC 24 squadre                    | 4. Lega AFF 60 squadre                    | 4. Lega AFF 60 squadre                    | 4. Lega AFF 60 squadre                    | 4. Lega AFF 60 squadre                    | 4. Lega AFF 60 squadre                    | 4. Lega AFF 60 squadre                    | 4. Lega ACGF 36 squadre                   | 4. Lega ACGF 36 squadre                   | 4. Lega ACGF 36 squadre                   | 4. Lega ACGF 36 squadre                   | 4. Lega ACGF 36 squadre                   | 4. Lega ACGF 36 squadre                   | 4. Lega ANF 36 squadre                    | 4. Lega ANF 36 squadre                    | 4. Lega ANF 36 squadre                    | 4. Lega ANF 36 squadre                    | 4. Lega ANF 36 squadre                    | 4. Lega ANF 36 squadre                    | 4. Lega ACVF 96 squadre                   | 4. Lega ACVF 96 squadre                   | 4. Lega ACVF 96 squadre                   | 4. Lega ACVF 96 squadre                   | 4. Lega ACVF 96 squadre                   | 4. Lega ACVF 96 squadre                   | 4. Lega AVF 47 squadre                    | 4. Lega AVF 47 squadre                    | 4. Lega AVF 47 squadre                    | 4. Lega AVF 47 squadre                    | 4. Lega AVF 47 squadre                    | 4. Lega AVF 47 squadre                    |
| 6-Dil Calcio amatoriale     | 5. Lega AFV 37 squadre                    | 5. Lega AFV 37 squadre                    | 5. Lega AFV 37 squadre                    | 5. Lega AFV 37 squadre                    | 5. Lega AFV 37 squadre                    | 5. Lega AFV 37 squadre                    | 5. Lega AFBJ 115 squadre                  | 5. Lega AFBJ 115 squadre                  | 5. Lega AFBJ 115 squadre                  | 5. Lega AFBJ 115 squadre                  | 5. Lega AFBJ 115 squadre                  | 5. Lega AFBJ 115 squadre                  | 5. Lega IFV 75 squadre                    | 5. Lega IFV 75 squadre                    | 5. Lega IFV 75 squadre                    | 5. Lega IFV 75 squadre                    | 5. Lega IFV 75 squadre                    | 5. Lega IFV 75 squadre                    | 5. Lega FVNWS 41 squadre                  | 5. Lega FVNWS 41 squadre                  | 5. Lega FVNWS 41 squadre                  | 5. Lega FVNWS 41 squadre                  | 5. Lega FVNWS 41 squadre                  | 5. Lega FVNWS 41 squadre                  | 5. Lega OFV 100 squadre                   | 5. Lega OFV 100 squadre                   | 5. Lega OFV 100 squadre                   | 5. Lega OFV 100 squadre                   | 5. Lega OFV 100 squadre                   | 5. Lega OFV 100 squadre                   | 5. Lega SOFV 27 squadre                   | 5. Lega SOFV 27 squadre                   | 5. Lega SOFV 27 squadre                   | 5. Lega SOFV 27 squadre                   | 5. Lega SOFV 27 squadre                   | 5. Lega SOFV 27 squadre                   | 5. Lega FVRZ 62 squadre                   | 5. Lega FVRZ 62 squadre                   | 5. Lega FVRZ 62 squadre                   | 5. Lega FVRZ 62 squadre                   | 5. Lega FVRZ 62 squadre                   | 5. Lega FVRZ 62 squadre                   | 5. Lega FTC 36 squadre                    | 5. Lega FTC 36 squadre                    | 5. Lega FTC 36 squadre                    | 5. Lega FTC 36 squadre                    | 5. Lega FTC 36 squadre                    | 5. Lega FTC 36 squadre                    | 5. Lega AFF 53 squadre                    | 5. Lega AFF 53 squadre                    | 5. Lega AFF 53 squadre                    | 5. Lega AFF 53 squadre                    | 5. Lega AFF 53 squadre                    | 5. Lega AFF 53 squadre                    | 5. Lega ACGF 33 squadre                   | 5. Lega ACGF 33 squadre                   | 5. Lega ACGF 33 squadre                   | 5. Lega ACGF 33 squadre                   | 5. Lega ACGF 33 squadre                   | 5. Lega ACGF 33 squadre                   | 5. Lega ANF 16 squadre                    | 5. Lega ANF 16 squadre                    | 5. Lega ANF 16 squadre                    | 5. Lega ANF 16 squadre                    | 5. Lega ANF 16 squadre                    | 5. Lega ANF 16 squadre                    | 5. Lega ACVF 65 squadre                   | 5. Lega ACVF 65 squadre                   | 5. Lega ACVF 65 squadre                   | 5. Lega ACVF 65 squadre                   | 5. Lega ACVF 65 squadre                   | 5. Lega ACVF 65 squadre                   | 5. Lega AVF 31 squadre                    | 5. Lega AVF 31 squadre                    | 5. Lega AVF 31 squadre                    | 5. Lega AVF 31 squadre                    | 5. Lega AVF 31 squadre                    | 5. Lega AVF 31 squadre                    |

## Squadre non svizzere iscritte nel campionato svizzero
- Campionese di Campione d'Italia (Italia) in 4. Lega.
- Büsingen di Büsingen am Hochrhein (Germania) in 3. Lega.
- Vaduz di Vaduz (Liechtenstein) in Challenge League.
- Triesen di Triesen (Liechtenstein) in 3. Lega.
- Triesenberg di Triesenberg (Liechtenstein) in 4. Lega.
- Ruggell di Ruggell (Liechtenstein) in 2. Lega.
- Eschen/Mauren di Eschen e Mauren (Liechtenstein) in Prima Lega.
- Balzers di Balzers (Liechtenstein) in Prima Lega.
- Schaan di Schaan (Liechtenstein) in 3. Lega.

## Evoluzione del campionato svizzero di calcio
In grassetto i livelli gestiti a livello nazionale.

|              | 1897 - 1898 | 1898 - 1901 | 1901 - 1923 | 1923 - 1924      | 1924 - 1925      | 1925 - 1930      | 1930 - 1931  | 1931 - 1939    | 1939 - 1944    | 1944 - 1984      | 1984 - 1989      | 1989 - 2001      | 2001 - 2003         | 2003 - 2012         | 2012 - 2014          | dal 2014            |
| ------------ | ----------- | ----------- | ----------- | ---------------- | ---------------- | ---------------- | ------------ | -------------- | -------------- | ---------------- | ---------------- | ---------------- | ------------------- | ------------------- | -------------------- | ------------------- |
| I livello    | Serie A     | Serie A     | Serie A     | Serie A          | Serie A          | Serie A          | Prima Lega   | Lega Nazionale | Lega Nazionale | Lega Nazionale A | Lega Nazionale A | Lega Nazionale A | Lega Nazionale A    | Super League        | Super League         | Super League        |
| II livello   |             | Serie B     | Serie B     | Serie Promozione | Serie Promozione | Serie Promozione | Seconda Lega | I Lega         | Prima Lega     | Lega Nazionale B | Lega Nazionale B | Lega Nazionale B | Lega Nazionale B    | Challenge League    | Challenge League     | Challenge League    |
| III livello  |             |             | Serie C     | Serie B          | Serie B          | Serie B          | Terza Lega   | II Lega        | Seconda Lega   | Prima Lega       | Prima Lega       | Prima Lega       | Prima Lega          | Prima Lega          | Prima Lega Promotion | Promotion League    |
| IV livello   |             |             |             | Serie C          | Serie C          | Serie C          | Quarta Lega  | III Lega       | Terza Lega     | Seconda Lega     | Seconda Lega     | Seconda Lega     | Seconda Lega inter. | Seconda Lega inter. | Prima Lega Classic   | Prima Lega          |
| V livello    |             |             |             |                  | I Divisione      | Serie D          | Quinta Lega  | IV Lega        | Quarta Lega    | Terza Lega       | Terza Lega Élite | Terza Lega       | Seconda Lega        | Seconda Lega        | Seconda Lega inter.  | Seconda Lega inter. |
| VI livello   |             |             |             |                  | II Divisione     | I Divisione      |              |                |                | Quarta Lega      | Terza Lega       | Quarta Lega      | Terza Lega          | Terza Lega          | Seconda Lega         | Seconda Lega        |
| VII livello  |             |             |             |                  |                  | II Divisione     |              |                |                |                  | Quarta Lega      | Quinta Lega      | Quarta Lega         | Quarta Lega         | Terza Lega           | Terza Lega          |
| VIII livello |             |             |             |                  |                  | III Divisione    |              |                |                |                  |                  |                  | Quinta Lega         | Quinta Lega         | Quarta Lega          | Quarta Lega         |
| IX livello   |             |             |             |                  |                  |                  |              |                |                |                  |                  |                  |                     |                     | Quinta Lega          | Quinta Lega         |